# Сваруп, Викас
Викас Сваруп (хинди विकास  स्वरूप; урду ترقی ضابطہ‎) — индийский романист и дипломат, работавший в Турции, США, Эфиопии, Великобритании и ЮАР. Известен благодаря своим романам «Вопрос — Ответ» и «Шесть подозреваемых».

## Юность
Викас Сваруп родился в Аллахабаде, Уттар-Прадеш в семье юристов. Получил образование в Boys' High School & College, Allahabad а затем продолжил обучение в Университете Аллахабада по предметам: психология, история и философия.

## Карьера
Викас Сваруп вступил в IFS в 1986 году. В 1987 году он был отправлен в Турцию, затем в США, затем работал в дипломатическом представительстве в Эфиопии, а в 2001 в диппредставительстве Индии в Великобритании. Именно в Великобритании в 2005 году и вышел его дебютный роман.
С августа 2009 назначен главным консулом Индии в Японии, в агломерации Осака-Кобе. Ранее работал в Анкаре, Вашингтоне, Аддис-Абебе, Лондоне и Претории.
Его дебютный роман, «Вопрос — Ответ», повествует о том, как бедный официант из города Мумбаи стал крупнейшим в истории победителем игрового шоу. Эта книга, поначалу принятая критически в Индии и за границей, стала международным бестселлером и была переведена на 43 различных языка. По роману был снят фильм «Миллионер из трущоб».
Второй его роман «Шесть подозреваемых», был опубликован 28 июля 2008 года и был переведён более чем на 25 языков мира.
Викас Сваруп участвовал в Оксфордском литературном фестивале, Международной книжной ярмарке в Турине, Конференции писателей в Окленде, Сиднейском фестивале писателей, Фестивале «Китаб» в Нью-Дели, Фестивале международной книги и фильма в Сен-Мало, литературном фестивале «Слово в воде» Университета Витватерсранда в Йоханнесбурге, Джайпурском литературном фестивале в Индии и Франшхокском литературном фестивале в ЮАР. В 2009 участвовал в 33 Каирском международном фестивале как член жюри.
Писал для таких изданий, как Time, The Guardian, The Daily Telegraph (Великобритания), Outlook magazine (Индия) и Libération (Франция).
21 сентября 2010, в университете UNISA, крупнейшем университете ЮАР и одним из крупнейших университетов дистанционного обучения в мире, ему была присуждена степень доктора литературы и философии на церемонии окончания обучения в Претории.

### Короткие истории
- «Великое событие» — опубликовано в The Children’s Hours: Stories of Childhood